# بويرتو ويليامز

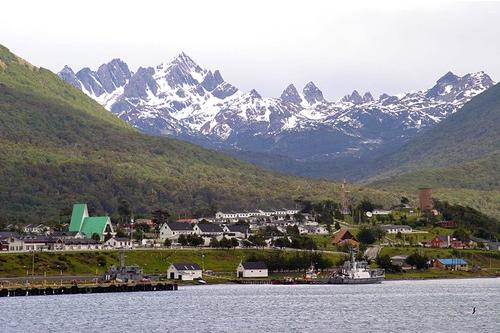
بويرتو ويليامز

بويرتو ويليامز (بالإسبانية: Puerto Williams)‏ هي مدينة في أقصى جنوب تشيلي، تقع على ضفاف قناة بيغل، شمال جزيرة نافارينو. تأسست في عام 1953 و هي عاصمة المقاطعة التشيلية بالقارة القطبية الجنوبية الموجودة في منطقة ماجلان و أنتاركتيكا التشيلية. بلغ عدد السكان 2262 نسمة في عام 2001.

## تاريخ
في عام 1948، قررت السلطات التشيلية إقامة قاعدة بحرية في جزيرة نافارينو بسبب موقعها الجغرافي الاستراتيجي. تم اختيار الموقع الحالي للمدينة و في 1953 قام الجيش التشيلي بتدشين بويرتو ويليامز (التي كانت تسمى بويرتو لويزة -Puerto Luisa- حتى 1956). ما زالت القوات البحرية التشيلية تمتلك العديد من المنازل في بويرتو ويليامز .

## أقصى مدينة واقعة جنوب الأرض
بورتو وليامز أقصى مدينة واقعة جنوب الأرض. و لكن البعض يعتبرون أن هذا اللقب يعود إلى مدينة أوشويا الأرجنتينية لأن حسب الأمم المتحدة فإن تعريف مصطلح مدينة يشمل إقامة 20000 نسمة فيها، لكن بورتو وليامز ضمت 2262 نسمة سنة 2001، بالتالي لا ينطبق عليها مصطلح المدينة.

## معرض

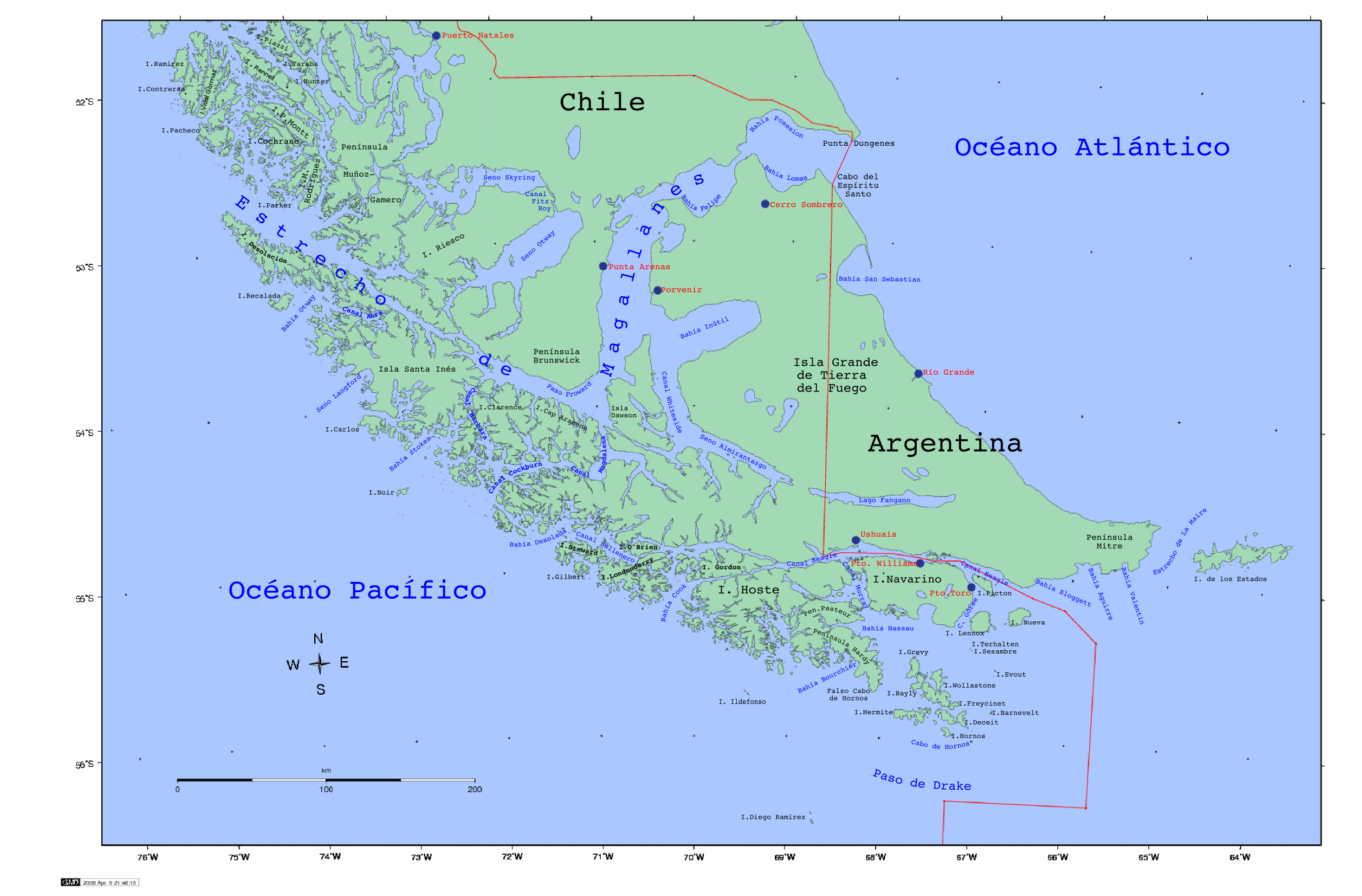
خريطة تبرز بورتو وليامز موقع في أرض النار
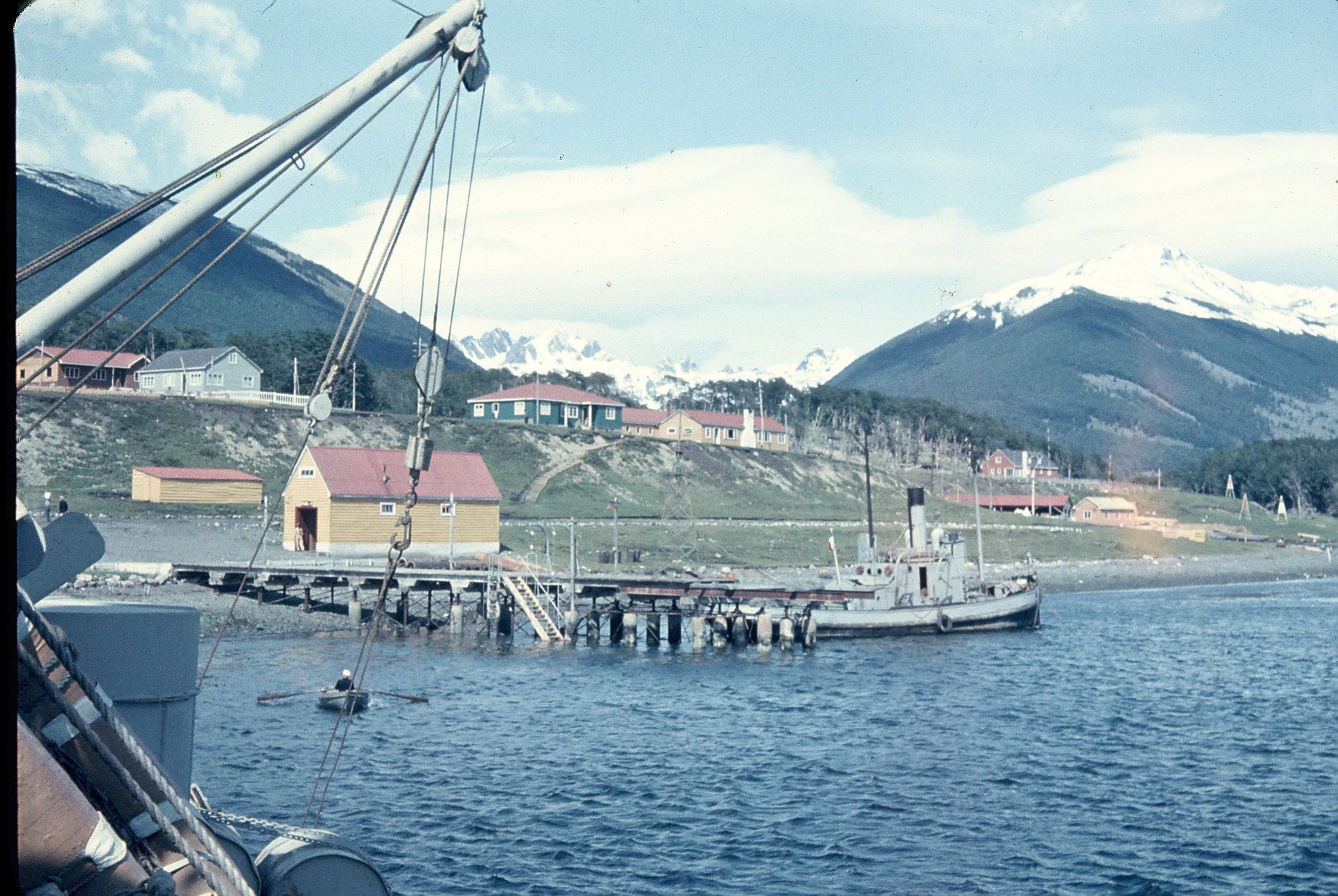
بورتو وليامز في نوفمبر 1957
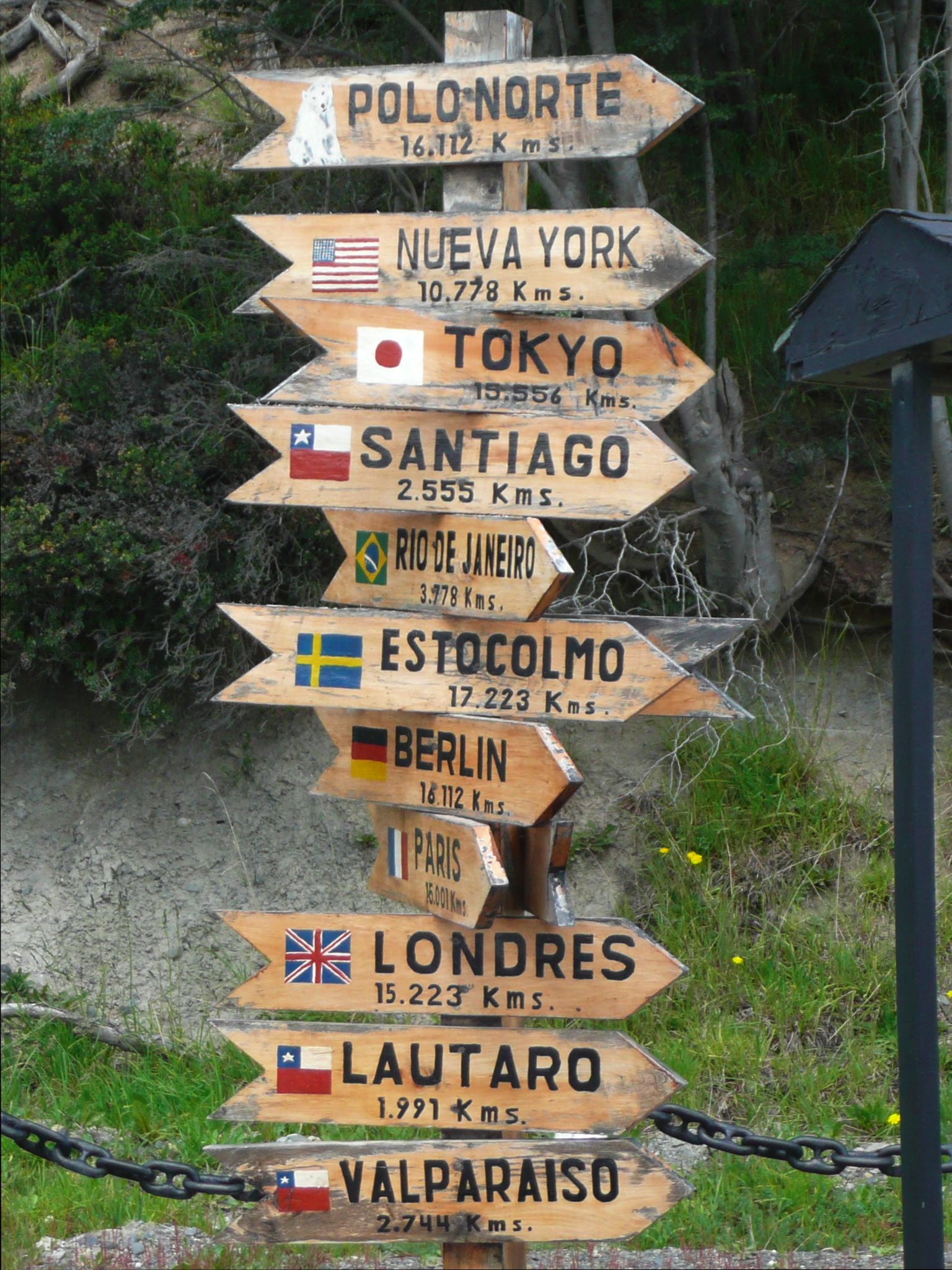
لافتات تشير إلى الإتجاهات و المسافات لبعض مدن العالم
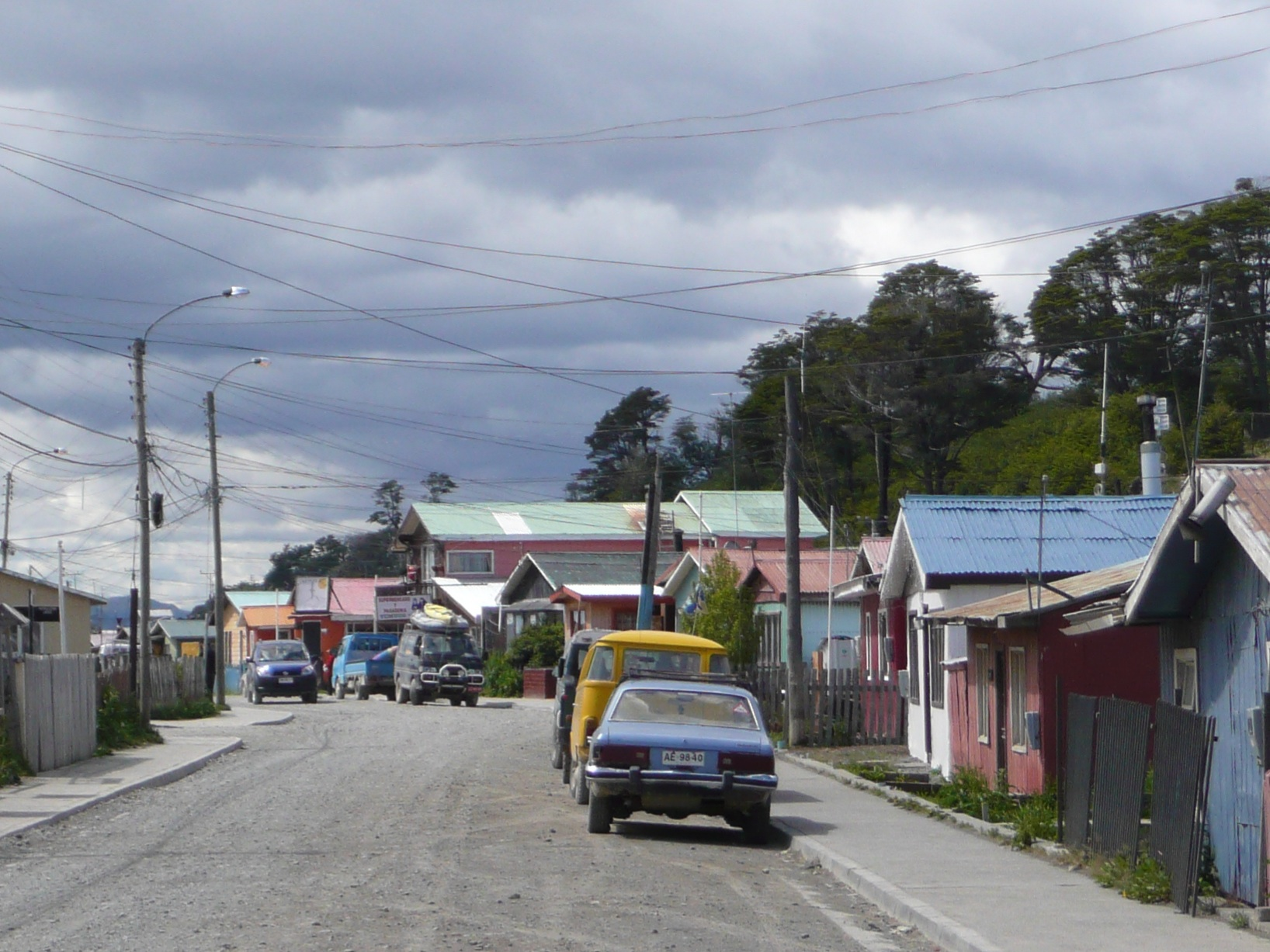
شوارع بورتو وليامز
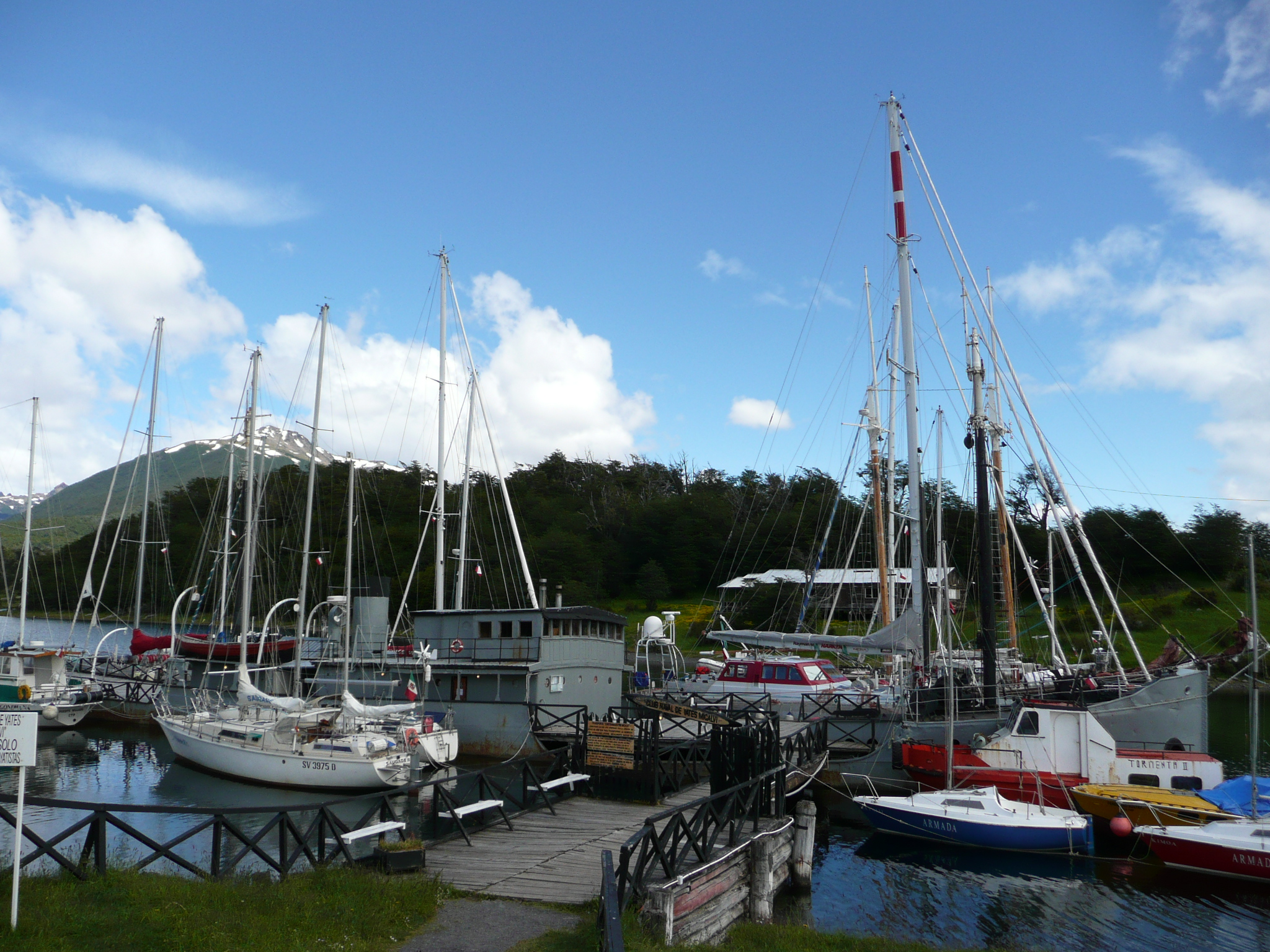
مارينا بورتو وليامز

## وصلات خارجية
- الموقع الرسمي لمدينة بويرتو ويليامز